# ナイトブレーカー
『ナイトブレーカー』（原題：Nightbreaker）は、1989年制作のアメリカ合衆国のテレビ映画。
1950年代にアメリカがネバダ核実験場で行った核実験の際、核の脅威を教えられないまま参加させられた兵士たち＝アトミック・ソルジャーの実態を描く。マーティン・シーンがかつて実験に携わった神経科医を、その青年時代を彼の長男エミリオ・エステベスが演じている。

## キャスト
現在
- アレクサンダー・ブラウン博士：マーティン・シーン（吹替：小川真司）
- ポーラ・ブラウン：メリンダ・ディロン（吹替：さとうあい）

過去
- アレクサンダー・ブラウン：エミリオ・エステベス（吹替：家中宏）
- サリー・マシューズ：リー・トンプソン（吹替：佐々木優子）
- ジャック・ラッセル軍曹：ジョー・パントリアーノ（吹替：鈴置洋孝）
- ロスコー・カミングス博士：ポール・エイディング（吹替：塚田正昭）
- パイソン：ジェフリー・ブレイク（吹替：島田敏）
- ジェームズ・マーシャル
- ウィリアムズ・デヴロー大佐：ニコラス・プライアー（吹替：有本欽隆）
- ダン：トム・バウアー

※テレビ放送：テレビ東京「木曜洋画劇場」1991年8月15日
※テレビ放映タイトル『ナイトブレーカー・地獄からの告白』